# Annaphila arvalis
Annaphila arvalis là một loài bướm đêm trong họ Noctuidae.